# 一般法・特別法
一般法・特別法（いっぱんほう・とくべつほう）とは、法学における法の種別であり、一般法（いっぱんほう）は、適用対象がより広い法のことを、特別法（とくべつほう）は、適用対象がより特定されている法のことをいう。両者の区別は相対的である。

## 概説
一般法とはその分野に対して一般的に適用される法であり、特別法がない限りその法律は適用される。
特別法は一般法に優先する。一般法と特別法とで法が異なった規律を定めている場合、特別法の適用を受ける事象は一般法の規律が排除され、特別法の規律が適用される。
特別法が規定される理由はさまざまであるが、一般的にいえば、特別な分野に対しては一般的な法律の他にその分野特有の規律が必要であることから、特別法が定められるのが通例である。

## 一般法、特別法の例
区別は相対的である。以下に例を挙げる。
- 民法と商法との関係は、民法が一般法であるのに対し、商法は特別法である。
- 商法と国際海上物品運送法との関係は、前者が一般法であるのに対し、後者が特別法である。
- 民法と会社法とは、一般法―特別法の関係にある。会社は法概念上、民法上の社団に含まれるが、会社は営利性を目的とする社団であることなどから民法とは別に会社法が独自の規律を定めている。そのため、一般法と特別法の適用の規律から、会社は民法の規定とは別に会社法の規律に服し、民法と会社法の規定が相違する時は会社法の規定が優先される。
- 民法と特定商取引法のクーリング・オフは意思表示や契約の解除（解約）の点において、一般法と特別法の関係にある。クーリング・オフの規定は契約締結日から8日まで無条件の契約の解除（解約）が認められており、民法の規定と別の意味合いを持つ規定、すなわち特別法といえるからである。
- 皇室典範と天皇の退位等に関する皇室典範特例法との関係は、皇室典範が一般法であるのに対し、皇室典範特例法は特別法である。この特例法により皇室典範第4条(崩御による皇位継承)の特例として、皇室典範特例法第2条(退位による皇位継承)や、その他退位した天皇・皇后の地位、当該皇位継承により皇嗣となった皇族を皇太子と同等の扱いとする等の特例が定められた。
- 公職選挙法と4年ごとの統一地方選挙の際に定められる地方公共団体の議会の議員及び長の選挙期日等の臨時特例に関する法律との関係は、前者が一般法であるのに対し、後者が特別法である。統一地方選挙の前後に任期が満了することとなる選挙を一括して行うための特別法である。
- 国家公務員法と検察庁法（の内、検察官について定めた条項）との関係は、国家公務員法が一般法であるのに対し、検察庁法は特別法であるとされる[1]。検事総長やその他の役職の検察官の定年について、検察庁法第22条は「検事総長は、年齢が六十五年に達した時に、その他の検察官は年齢が六十三年に達した時に退官する」とだけ定めており、国家公務員法第81条の3の条項[引用 1]は、定年が特別法によって定められている検察官には適用されないという政府見解が2019年まで続いていた[1]。こうした特別な取り決めは、司法の一翼を担うという検察官の特殊性に鑑みて定められているものであって、検察庁法はその他にも罷免についても特別な取り扱いをしている[1]。2020年2月に安倍晋三内閣総理大臣は従来の法解釈を変更し、検察官についても国家公務員法第81条の3が適用されるとした[1]。

### 引用
1. ↑  任命権者は、定年に達した職員が前条第一項の規定により退職すべきこととなる場合において、その職員の職務の特殊性又はその職員の職務の遂行上の特別の事情からみてその退職により公務の運営に著しい支障が生ずると認められる十分な理由があるときは、同項の規定にかかわらず、その職員に係る定年退職日の翌日から起算して一年を超えない範囲内で期限を定め、その職員を当該職務に従事させるため引き続いて勤務させることができる。